# Ryu Jung-Suk
Ryu Jung-Suk es un deportista surcoreano que compitió en judo. Ganó una medalla de bronce en el Campeonato Asiático de Judo de 2001, en la categoría de –66 kg.

## Palmarés internacional
| Campeonato Asiático | Campeonato Asiático   | Campeonato Asiático | Campeonato Asiático |
| Año                 | Lugar                 | Medalla             | Categoría           |
| ------------------- | --------------------- | ------------------- | ------------------- |
| 2001                | Ulán Bator (Mongolia) | Medalla de bronce   | –66 kg              |